# Kamilavkion

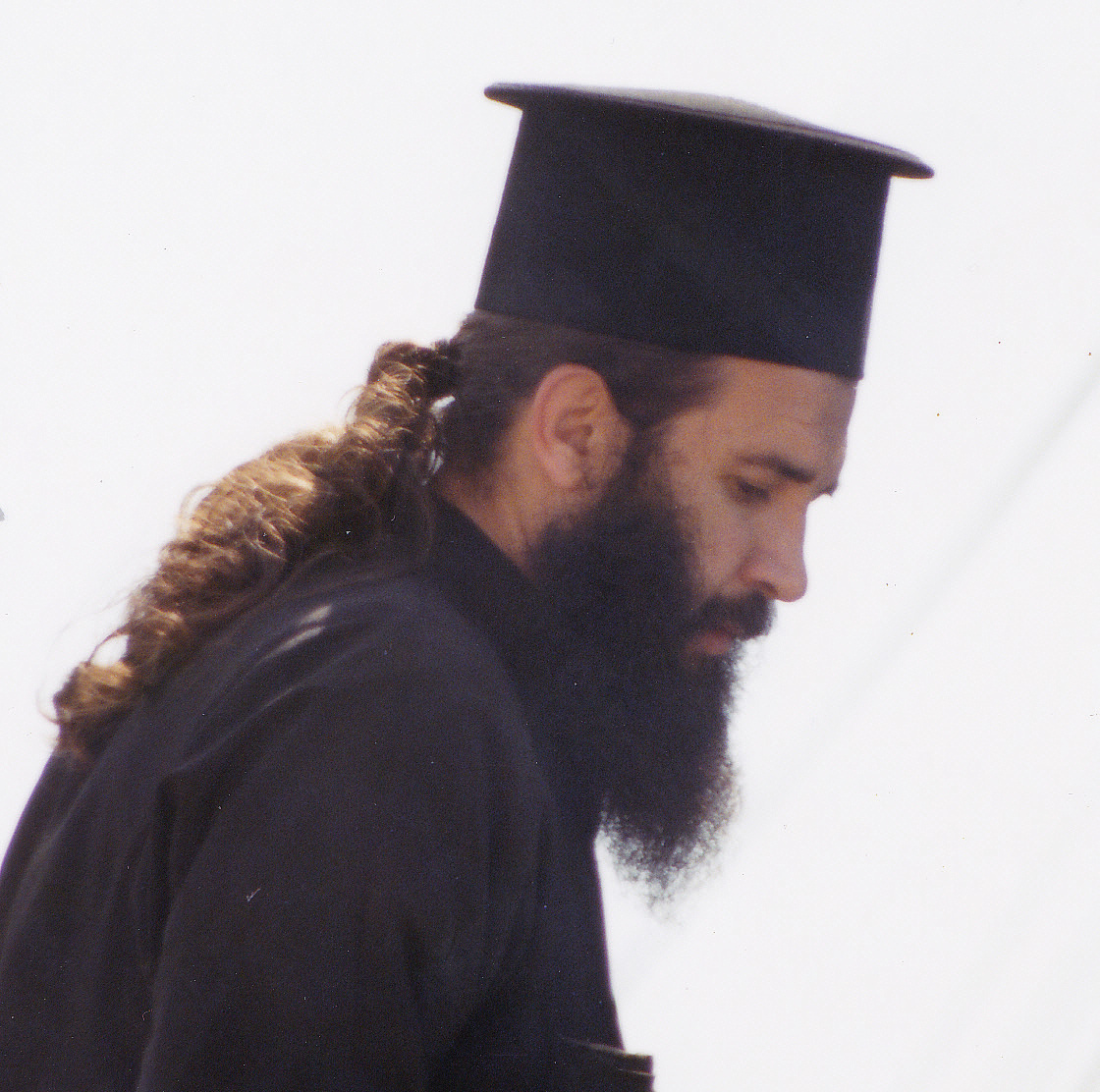
Priester mit schwarzem Kamilavkion in Griechenland

Das Kamilavkion bzw. Kamelaukion ist eine aus der Spätantike stammende Kopfbedeckung, die auch heute noch in den Orthodoxen Kirchen und manchen Katholischen Ostkirchen Verwendung findet.

## Etymologie
Die griechische Namensvariante Kamelaukion ist schon spätantik belegt. Das  griechische Wort τὸ καλυμμαύχιον ist ein Kompositum aus τὸ κάλυμμα „Bedeckung“ (zum Verb καλύπτω „verbergen“) und ὁ αὐχήν „Nacken“ und bedeutet eigentlich „Nackendecke“.
Das neugriechische Kamilavkion bzw. der russische Name Kamilawka stammen von der späteren Angleichung „aus Kamelhaar“ und ist slawische Volksetymologie. Sie ist insofern darin begründet, dass diese Bedeckung der orthodoxen Geistlichen im Laufe ihrer späteren Geschichte auch aus Kamelhaar gefertigt wurde.

## Kamelaukion in Byzanz

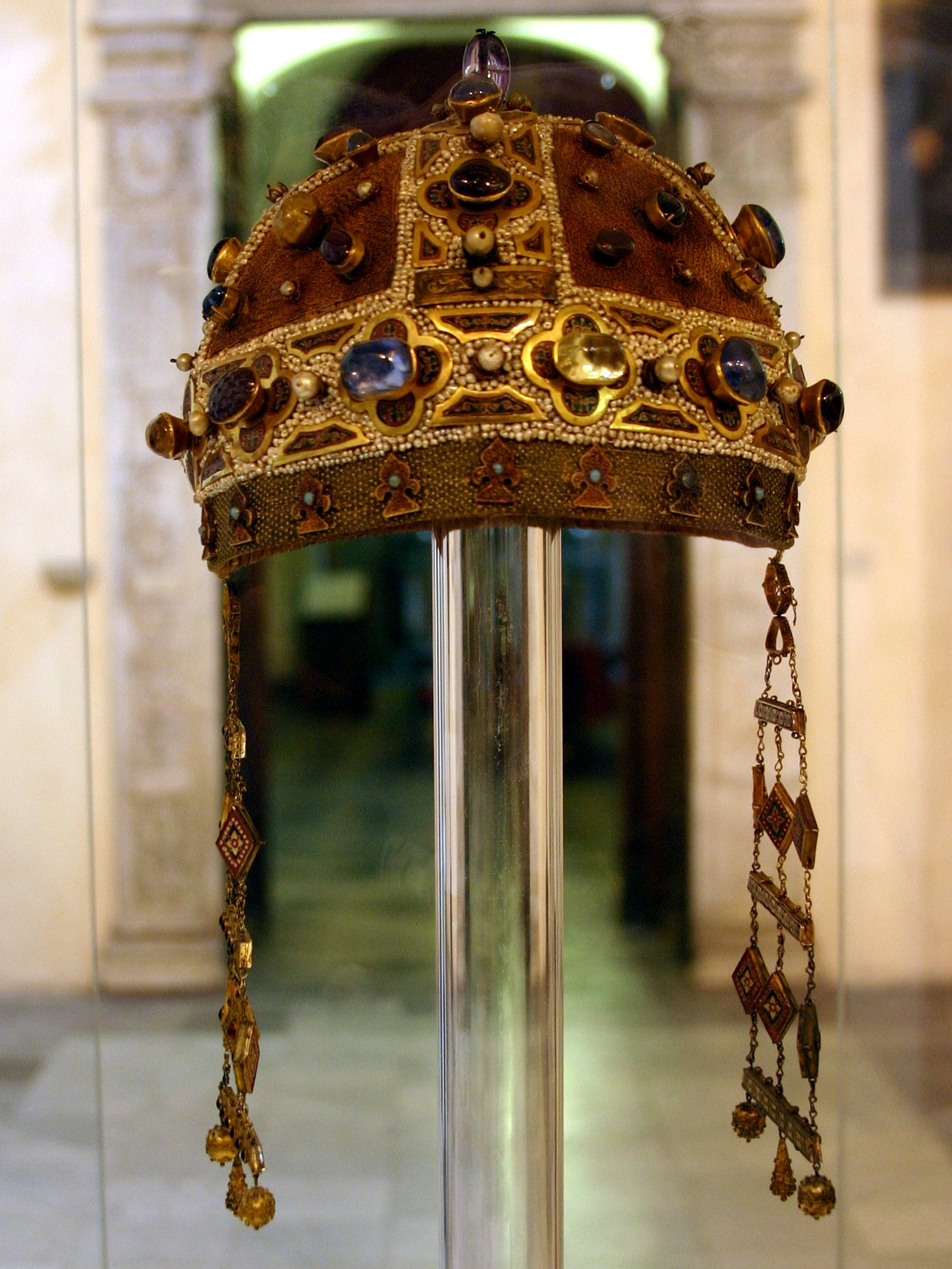
Beispiel eines Kamelaukion byzantinischen Stils, heute verwahrt im Domschatz von Palermo.

Das Kamelaukion ist aus einer Haube mit Nackenbinde in der späteren Zeit des Byzantinischen Reiches entstanden und war die Krone der byzantinischen Kaiser. Es war eine prachtvolle Haube, verziert mit Perlen und Edelsteinen und seitlich herabhängenden Pendilien.
Die Nackenbinde des Vorgängers des Kamelaukions hatte ursprünglich als Anhängsel der Krone die Aufgabe, den nackten Nacken des Basileus zu verdecken, denn Nacken zeigten nur Unterworfene. Die Kamelaukien selbst hatten keine solche Nackenbinden mehr.
Von allen byzantinischen Kamelaukien ist lediglich das Exemplar der Konstanze von Aragón erhalten geblieben, welches jedoch nicht unmittelbar einem byzantinischen Herrscher gehörte, sondern am Hofe Siziliens Verwendung fand, der den byzantinischen Hof in vielfacher Hinsicht nachgeahmt hatte.

## Kamilavkion in der römisch-katholischen Kirche
Das päpstliche Kamilavkion wird als Camauro bezeichnet.

## Kamilavkion in orthodoxen Kirchen

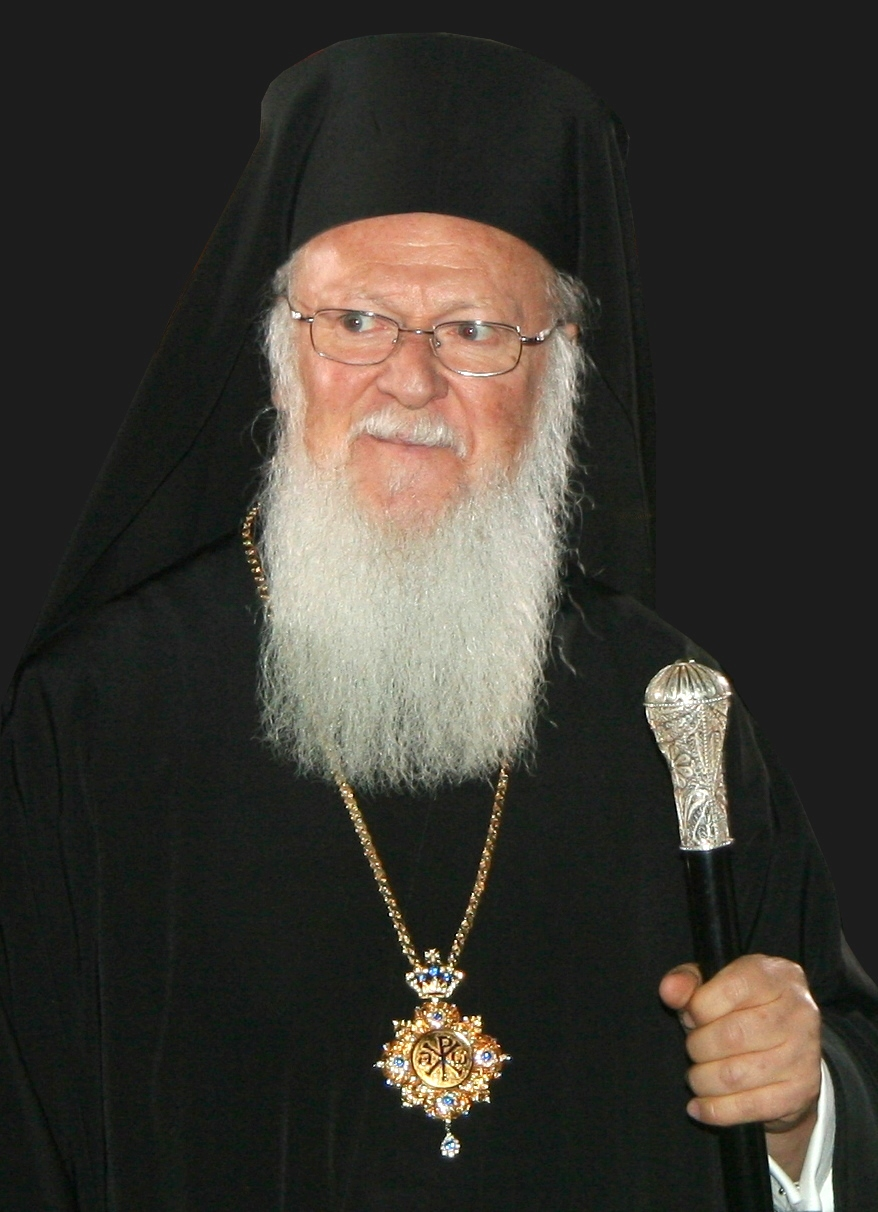
Patriarch Bartholomäus I. mit einem Kamilavkion

In den orthodoxen Kirchen ist das Kamilavkion die Kopfbedeckung der Weltgeistlichen und der Mönche und Bischöfe (letztere beiden tragen zusätzlich darüber noch einen Schleier).
Das Kamilavkion ist zylinderförmig und in den Kirchen griechischer Tradition schwarz und für Nicht-Mönche mit Krempe, während Mönche – und somit auch die stets dem Mönchsstand angehörenden Bischöfe – bei offiziellen Anlässen über dem Kamilavkion einen nach hinten fallenden Schleier (griech. ἐπικαμηλαύκιον) tragen, der in der russischen Tradition in der Regel fest mit dem Kamilavkion verbunden ist und nicht abgenommen wird. Diese monastische Kopfbedeckung heißt im Russischen Klobuk.
Während in der griechischen Tradition alle Diakone und Priester im Alltag und auch zu vielen Teilen des Gottesdienstes das Kamilavkion tragen, ist die russische „Kamilavka“ eine Auszeichnung für besonders geehrte Priester und Diakone. Sie ist auch nicht einfach schwarz, sondern aus rot-violettem Samt gefertigt und ohne Krempe.
Einfache russisch-orthodoxe Priester, Diakone und Mönche tragen eine faltbare, zumeist schwarze Mütze, genannt Skufja. Diese wird in der Regel jedoch nur außerhalb des Gottesdienstes getragen. Das Recht, die Skufja auch zu bestimmten Teilen innerhalb des Gottesdienstes zu tragen, ist für Priester bereits die unterste der Ehrungen in der Russisch-Orthodoxen Kirche.
Leitende Bischöfe einiger Kirchen tragen einen weißen Schleier über dem Kamilavkion beziehungsweise einen weißen Klobuk (so z. B. jeweils in der russischen und in der rumänischen Tradition die Patriarchen). Ursprung dessen ist die spätbyzantinische Sitte, nach der Patriarchen, die vor ihrer Wahl nicht Mönche waren, statt des schwarzen ein weißes Kamilavkion trugen. In Russland wurde daraus, gestützt durch die »Legende vom Weißen Klobuk«, eine Auszeichnung der Erzbischöfe von Novgorod, ab 1564 auch der Metropoliten (später Patriarchen) von Moskau und schließlich aller slavischen Metropoliten sowie in Deutschland seit 2019 des »orthodoxen Bischofs von Berlin und Deutschland« Mark Arndt.

## Galerie

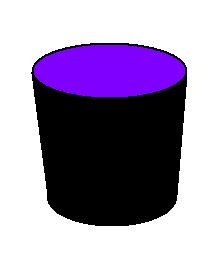
Russische Kamilavka (Schematische Skizze)
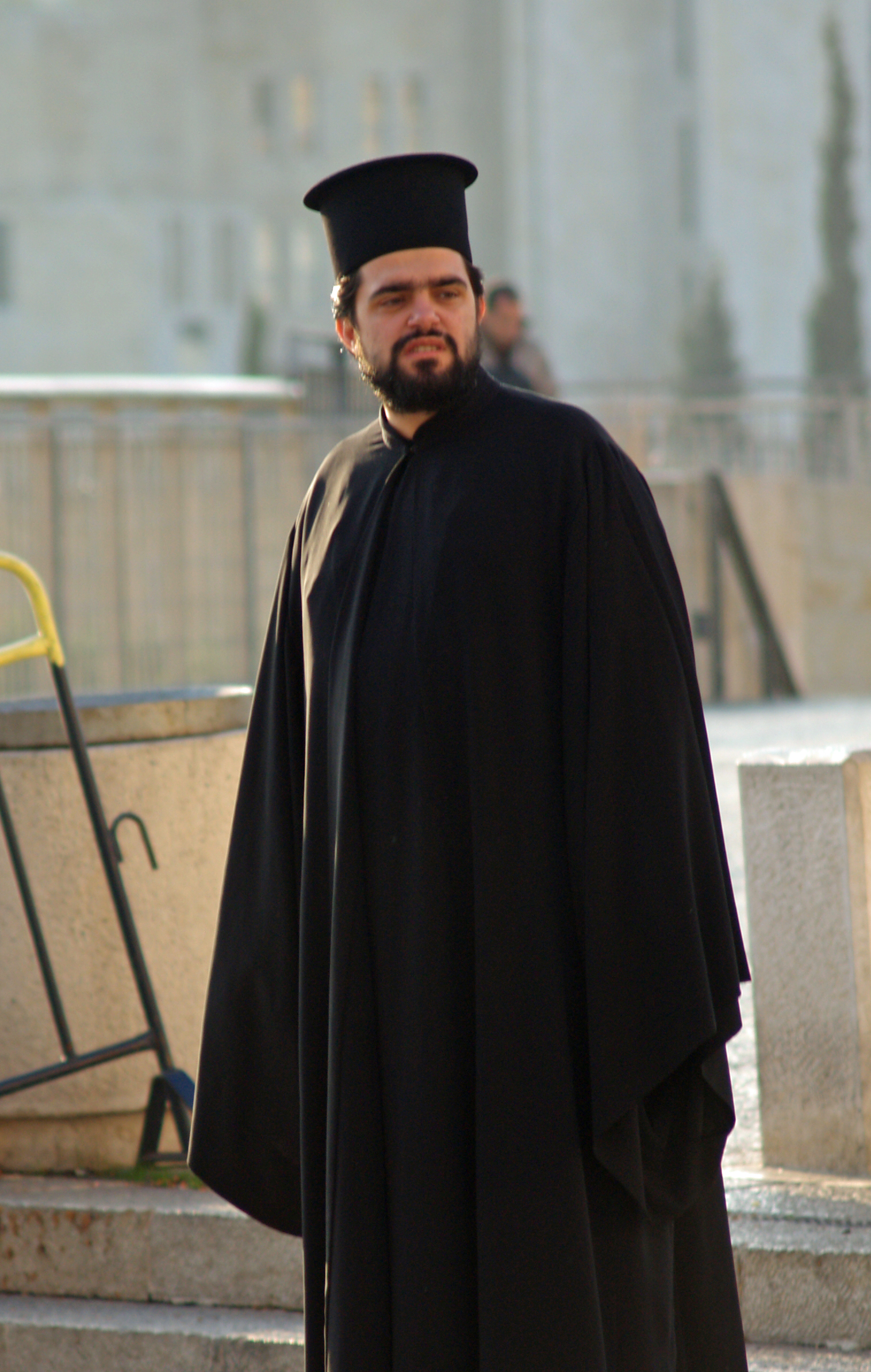
Orthodoxer Geistlicher aus Jerusalem mit Kamilavkion
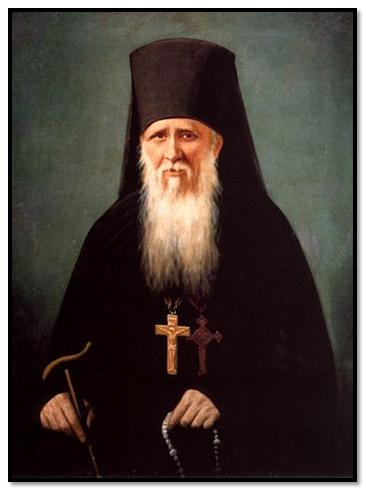
Ambrosius von Optima (1812–1891), ein Heiliger der russisch-orthodoxen Kirche mit Kamilavkion
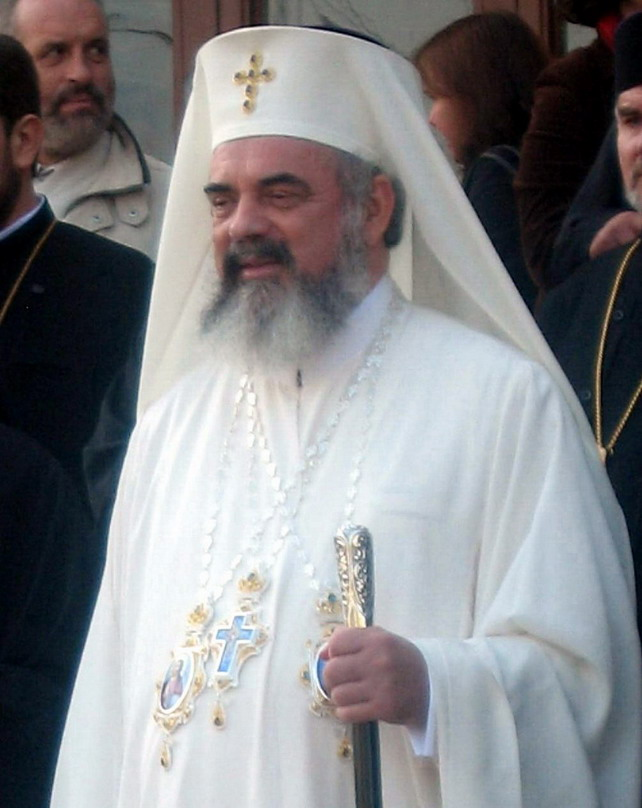
Patriarch Daniel Ciobotea mit weißem Kamilavkion
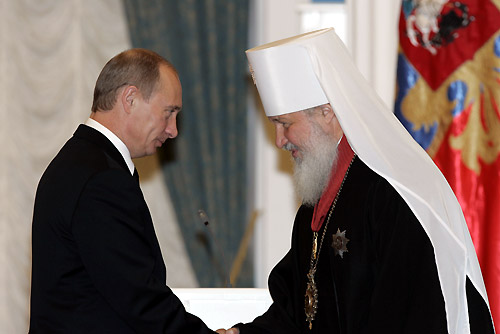
Patriarch Kyrill I. mit weißem Kamilavkion 2006 in Moskau
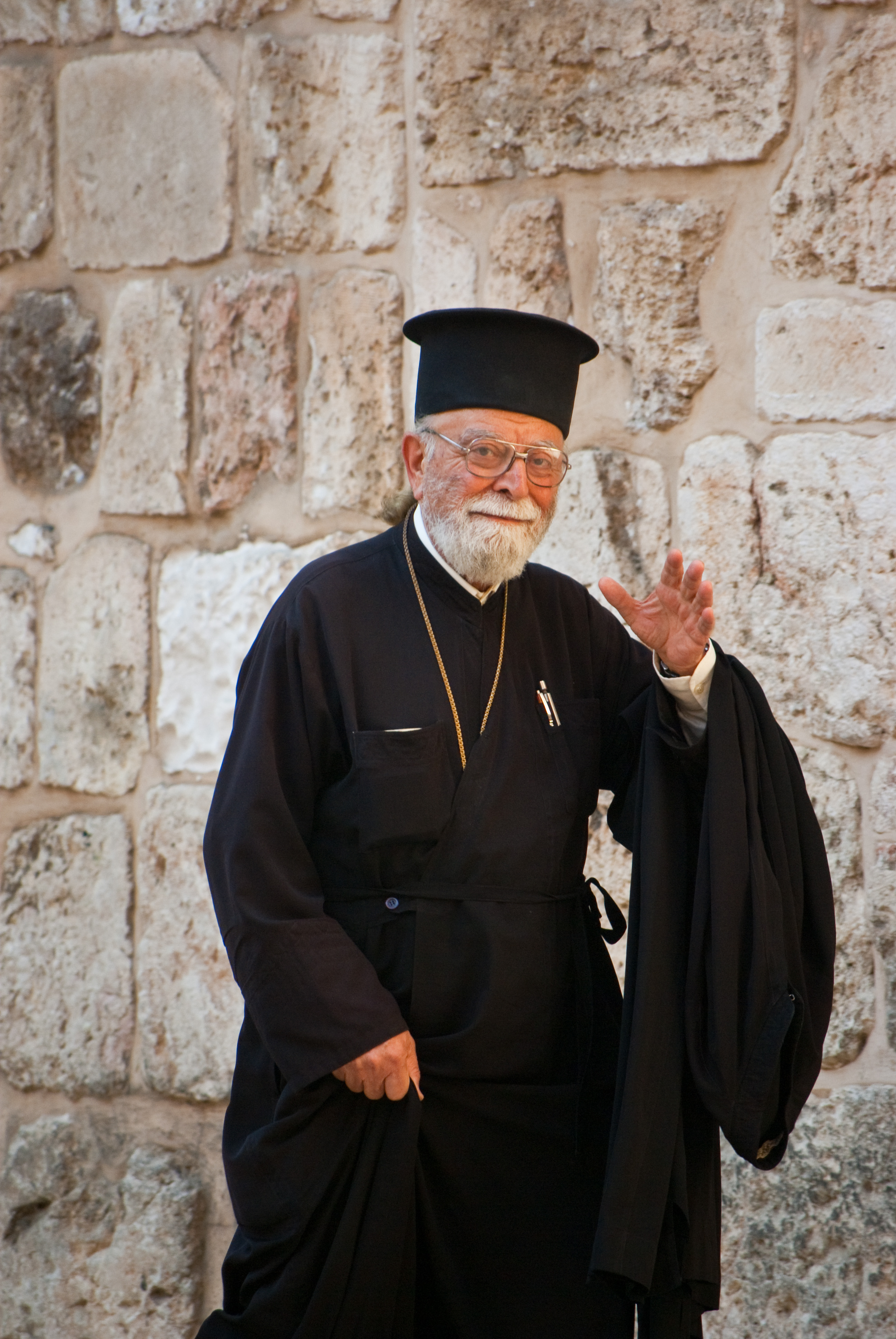
Orthodoxer Geistlicher mit einem Kamilavkion mit Krempe